# Ассист

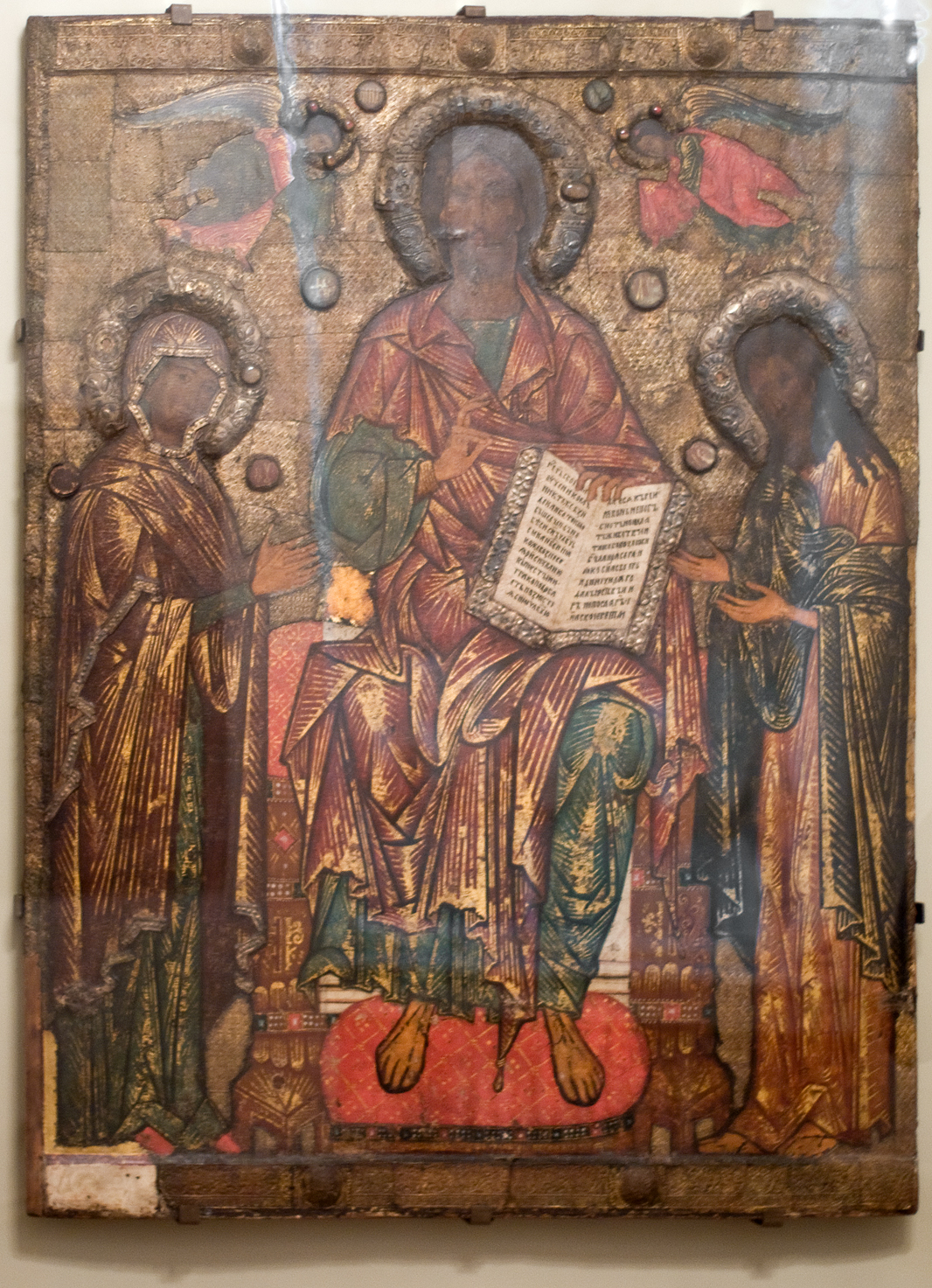
Деисус. Псковская икона XIV века. Одежды и престол проработаны ассистом

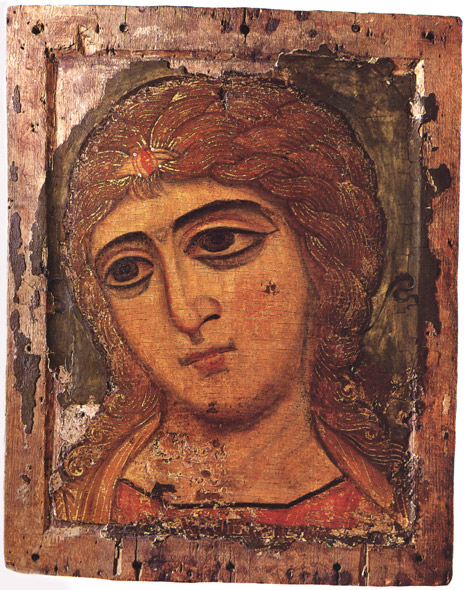
«Ангел Златые власы». XII век. Волосы ангела выполнены с ассистом

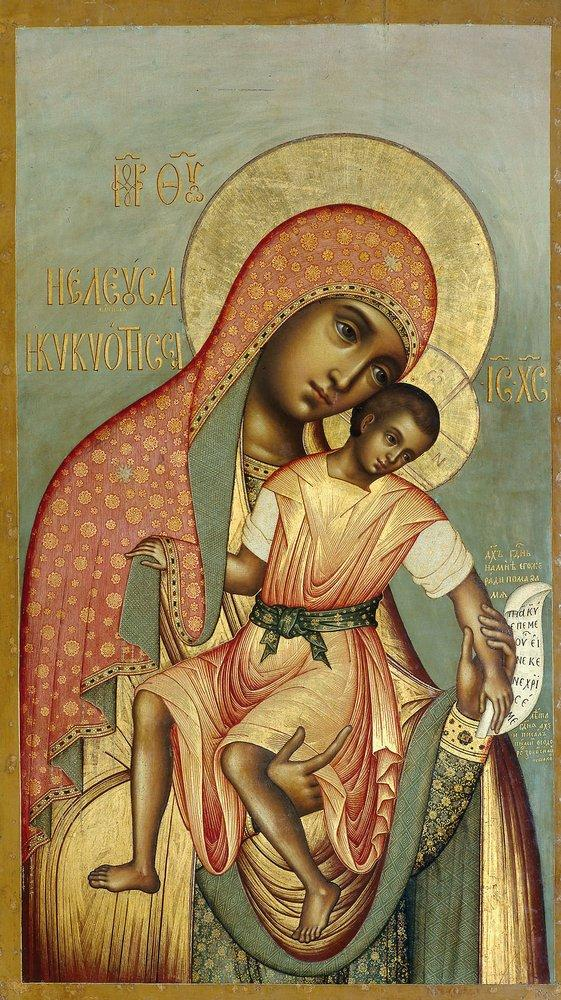
Икона Богоматери Елеуса-Киккская. Симон Ушаков. 1668 год. Одежды прописаны твореным золотом

А́ссист (лат. assisto — стоять рядом, присутствовать) — в иконописи штрихи из сусального золота или серебра на складках одежд, перьях, крыльях ангелов, на скамьях, столах, престолах, куполах, символизирующие присутствие Божественного света, заменяя пробелы.
Традиционно ассистом расписываются прежде всего одежды Христа, когда он изображается во славе: например, на иконах Воскресения, Вознесения, Преображения, Успения Пресвятой Богородицы, иногда в деисусном чине (как у Царя Славы). Со второй половины XVI века в русской иконописи золотом могла расписываться любая одежда святых.

## Техника золочения
Ассист накладывался так: поверхность полностью завершённой живописи припудривалась тонко измельчённым порошком мела, чтобы листки сусального золота или серебра не приклеились к свежему красочному слою. Затем места под ассист промазывались специальным клеевым составом. Листочек золота или серебра осторожно брали хлебным мякишем и прижимали к подготовленной поверхности. После высыхания клея лишние кусочки металла осторожно смахивали, а ассист шлифовали для придания ему блеска «зубком» из агата (в древности вместо агата часто использовали зуб животного).
В отдельных случаях ассист наносился творёным (то есть растёртым в порошок и смешанным с клеем) золотом. Особенно широко творёное золото в иконописи употреблялось в XVII—XVIII веках. Им прописывали складки одежд, отдельные детали окружения и фона — например, траву или листья на деревьях, выполняли орнаменты. Тонкие штрихи творёного золота могли наноситься «в перо», «в щетинку» или «рогожкой».
Ассистом также называется клеевой состав под золочение — «золотить на ассист». Готовится он из томлёного чесночного сока или пивного сусла.